# Abby Ryder Fortson
Abby Ryder Fortson, född 14 mars 2008, är en amerikansk skådespelerska. Hon är mest känd för sina roller som Ella Novak i Transparent (2014), Harper Weil i The Whispers (2015), Sophie Pierson i Togetherness (2015-2016) och Cassie Lang i Ant-Man (2015) och Ant-Man and the Wasp (2018).
Fortson föddes i Burbank, Kalifornien, hennes föräldrar är skådespelarparet Christie Lynn Smith och John Fortson.

## Filmografi
| År   | Titel                | Roll         | Noteringar |
| ---- | -------------------- | ------------ | ---------- |
| 2014 | Playing It Cool      | Liten Flicka |            |
| 2015 | Ant-Man              | Cassie Lang  |            |
| 2018 | Forever My Girl      | Billy        |            |
| 2018 | Ant-Man and the Wasp | Cassie Lang  |            |
| 2019 | A Dog's Journey      | Young C.J.   |            |

| År        | Titel                     | Roll             | Noteringar |
| --------- | ------------------------- | ---------------- | ---------- |
| 2013      | The Mindy Project         | Clementine       |            |
| 2014      | Transparent               | Ella Novak       |            |
| 2015      | The Whispers              | Harper Weil      |            |
| 2015-2016 | Togetherness              | Sophie Pierson   |            |
| 2016      | Miles From Tomorrowland   | Neeri (röst)     |            |
| 2018      | Trolls: The Beat Goes On! | Priscilla (röst) |            |